# Keith Spurgeon
Pour les articles homonymes, voir Spurgeon.
Keith Spurgeon (1932-1984) est un footballeur puis un entraîneur de football anglais.